# Belenois raffrayi
Belenois raffrayi is een vlindersoort uit de familie van de Pieridae (witjes), onderfamilie Pierinae.
Belenois raffrayi werd in 1878 beschreven door Oberthür.
De soort komt voor in het Afrotropisch gebied.